# Vogeleiland (Nederland)
Het Vogeleiland is een klein onbewoond eiland in het Zwarte Meer vlak bij het Overijsselse plaatsje Genemuiden en naast de vaargeul Zwolse Diep. Sinds 1997 wordt het door de Vereniging Natuurmonumenten beheerd als vogelreservaat. Het is alleen per begeleide excursie toegankelijk.
Het Vogeleiland is een omdijkte zandplaat die in 1942 is ontstaan door het opspuiten van zand en bagger. Er zijn toentertijd esdoorns en lindes geplant, terwijl een deel open grasland bleef. De oevers bestaan uit moerassige rietlanden. Op het eiland broeden of verblijven ten minste zestig soorten vogels, waaronder blauwborst, nachtegaal, grote karekiet, havik en zeearend. Het gebied is net als andere natuurgebieden in de nieuwe polders rijk aan paddenstoelen. In een ondiepte in de luwte van het eiland paait massaal de winde, een vissoort die als 'gevoelig' voorkomt op de Nederlandse rode lijst.
Aanvankelijk was het Vogeleiland onderdeel van de toenmalige gemeente Genemuiden, maar na de oprichting van de provincie Flevoland in 1986 ging het eiland tot de gemeente Noordoostpolder behoren.